# Alexander Magnus Malmqvist

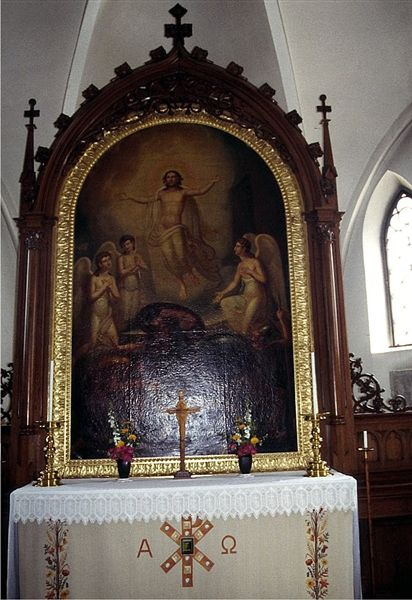
Altarbild in der Strövelstorps kyrka von 1828

Alexander Magnus Malmqvist (* 29. März 1796 in Ask, Skåne län; † 2. Oktober 1854 in Malmö) war ein schwedischer Historien-, Porträt- und Miniaturenmaler.

## Leben
Malmqvist war der Sohn des Kantors Jens (oder Jöns) Malmqvist von Ask. Er besuchte zunächst die Schule in Landskrona und Lund und studierte anschließend an der Kunstakademie in Stockholm. Im Jahr 1818 stellte er das Werk Diana und Endymion und 1819 Brage und Idun aus, wofür er den einen zweiten Preis der „Götiska förbundet utlysta konsttäflingen“ errang. Um das Jahr 1820 war Malmqvist in Lund aktiv. Im Jahr 1821 wurde wiederum eines seiner Werke ausgezeichnet. 1822 ging er nach England, Italien und Frankreich, wo er die Miniaturmalerei erlernte. Als er von einer psychischen Krankheit befallen wurde, begab er sich in den 1830er Jahren zurück in seine Heimat und wurde in einem Krankenhaus in Malmö gepflegt, konnte jedoch nicht geheilt werden und verstarb dort. Er blieb unverheiratet. Ein Selbstporträt als Miniatur, das er während seiner Krankheit anfertigte kam ins dortige Nationalmuseum.

## Werke (Auswahl)
Von seinen Gemälden sind nur wenige erhalten.
- Pyramus und Tisbe
- um 1820: Porträt von Esaias Tegnér
- 1828: Altarbild in Strövelstorps kyrka
- unbekanntes Datum: Selbstbildnis (Miniatur)